# Twizzlers

Twizzlers est une marque commerciale identifiant une confiserie d'industrie agroalimentaire fabriquée par Y&S Candies, Inc. depuis 1977, filiale de la compagnie nord-américaine The Hershey Company filiale du groupe nord-américain Mars Incorporated.
Les usines de fabrication sont situées à Lancaster, Pennsylvanie. Ces confiseries sont commercialisées aux États-Unis et au Canada.

## Histoire
La Y&S Candies a été fondée en 1845 sous le nom de Young and Smylie, ce qui en fait l'une des plus vieilles firmes de confiseries aux États-Unis. La marque de commerce de la compagnie, Y&S Candies Inc., fut adoptée en 1870. En 1902, la Young and Smylie s'associa à S. V. & F. P. Schudder et à H. W. Petherbridge pour former la National Licorice Company. Cette dernière adopta finalement le nom de Y&S Candies Inc. en 1968, et fut rachetée en 1977 par la compagnie Hershey.
La marque Twizzlers est née en 1929. En 1970, les bonbons Twizzlers étaient confectionnées dans une usine située à Farmington, Nouveau-Mexique. Toutefois, en 1999, les opérations furent relocalisées dans une usine de Memphis, au Tennessee en raison des coûts de transports trop élevés. L'usine de Memphis confectionne aussi de la gomme à mâcher et d'autres bonbons[réf. nécessaire].
Selon le Livre Guinness des records, la plus longue réglisse du monde fut fabriquée à l'usine Y&S Candies de Lancaster, en Pennsylvanie. Cette réglisse, qui mesurait 1,200 pieds (soit 370 mètres) et pesait 100 livres (soit 45 kilogrammes), devint officiellement un record mondial le 19 juillet 1998.

## Saveurs et variétés
En 1845, la compagnie ne confectionnait que des confiseries à l'extrait aromatique de réglisse. En 2018, plusieurs aromes sont exploités comme celui de la fraise. Une fabrication limitée de confiseries à saveur de cola à la cerise fut disponible en 2006. C'est aussi en 2006 que les Twizzlers Arc-en-ciel (colorées, à saveur de fraise, orange, limonade, melon d'eau, framboise bleue et raisin) firent leur apparition. Celles-ci sont toujours disponibles en magasin et dans les salles de cinéma[Où ?]. Hershey a aussi commercialisé une confiserie sous le nom de Twizzlers Sucrée-surette. Elles sont disponibles en deux couleurs, rouge et jaune, et leur centre est empli d'une gélatine aromatisée. 
La compagnie fabrique des confiseries de tailles différentes, comme les Twists, qui ont une taille de 8 pouces (20 cm), les Two-foot-long Twizzlers, qui mesurent deux pieds (61 cm), et les Bites ou les Nibs, qui sont commercialisées sous forme de petites bouchées. Depuis 2011, la compagnie fabrique aussi des Super long Nibs, qui combinent la saveur et la texture des Nibs avec la longueur des Twizzlers. 

## Autres informations
Tous les bonbons de marque Twizzlers sont certifiés casher par l'Union orthodoxe. La PETA considère que les bonbons de marque Twizzlers peuvent être consommés dans le cadre d'une alimentation végétarienne, puisqu'ils ne contiennent pas de gélatine animale, ni aucun autre produit animal. Tous les bonbons de marque Twizzlers offerts au Canada portent la mention « sans arachides », puisqu'ils sont confectionnés dans des usines qui n'utilisent ni noix, ni arachides.